# Proboštov
Proboštov är en ort i Tjeckien.   Den ligger i regionen Ústí nad Labem, i den nordvästra delen av landet, 80 km nordväst om huvudstaden Prag. Proboštov ligger 243 meter över havet och antalet invånare är 2 333.
Terrängen runt Proboštov är kuperad åt nordväst, men åt sydost är den platt.Runt Proboštov är det mycket tätbefolkat, med 1 517 invånare per kvadratkilometer. Närmaste större samhälle är Ústí nad Labem, 13,8 km öster om Proboštov. Runt Proboštov är det i huvudsak tätbebyggt.